# Глайзе-Хорстенау, Эдмунд фон
Эдмунд Глайзе фон Хорстенау, с 1919 Эдмунд Глайзе-Хорстенау (нем. Edmund Glaise von Horstenau; 27 февраля 1882, Браунау-ам-Инн, Австро-Венгрия — 20 июля 1946, лагерь Лангвассер близ Нюрнберга) — австрийский политический и военный деятель, министр внутренних дел, военный историк, публицист, генерал от инфантерии. Краткое время в 1938 году был вице-канцлером Австрии в кабинете Зейсс-Инкварта.

## Жизнь, политическая деятельность и творчество
Родился в семье офицера, предки по отцовской линии происходили из Франции. Рано потерял отца, уже в юношеские годы был зачислен в военное училище, затем пошёл учился в Терезианскую военную академию в Винер-Нойштадте. С 1903 года в армии, офицер, проходит до-обучение в школе Генерального штаба, с 1913 года — капитан. В годы Первой мировой войны проходит службу в Галиции, с 1915 года — референт отдела прессы и политики Австро-венгерской армии. В этой должности занимался, кроме прочего, проведением сепаратных переговоров императора Карла I, целью которых было выведение Австро-Венгрии из войны. В 1918 годУ, с окончанием военных действий, Глайзе-Хорстенау возвращается в Вену, в Государственный архив Австрии, которым и руководит с 1925 по 1938 год. В 1919—1921 годы он учится в Венском университете, в 1924 году ему присваивается титул государственного советника (Hofrat). В 1932 году он — почётный доктор наук Мюнхенского университета, в 1934 награждён премией Venia legendi Венского университета за написанную им «новую историю войн и армий».
Глайзе-Хорстенау был сотрудником австрийской внешней разведки в звании полковника (с 1934 года). Будучи связан через своего сотрудника, криптолога Вильгельма Эргерта с военным атташе Германии в Австрии, Вольфгангом Муффом, Глайзе-Хорстенау в значительной мере способствовал проведению аншлюса Австрии Германией в 1938 году. Как известный и популярный в Германии и в Австрии военно-исторический публицист, он выпускает целый ряд статей, способствовавших националистической ориентации читателя, прокламировавших новую прогерманскую геополитику в центре Европы.
В 1934 году он — член Государственного совета Австрийской республики и Государственного собрания Австрии, с 11 июля 1936 года — министр без портфеля и министр внутренних дел в правительстве канцлера Шушинга. Активно поддерживал и продвигал германо-австрийское соглашение от 11 июля 1936 года, участник переговоров Шушинга с Адольфом Гитлером. После ухода Шушинга в отставку под давлением Германии и созданием в Австрии кратковременного «переходного» правительства национал-социалиста Артура Зейс-Инкварта (в течение 3 дней) Глайзе-Хорстенау в нём — вице-канцлер Австрии (11-13 марта 1938 года). После проведённого аншлюса он — член созданного 15 марта 1938 года по указанию Гитлера «земельного правительства» Зейс-Инкварта с титулом «германского государственного министра». Одновременно он становится депутатом германского Рейхстага и членом организации СА, в которой в 1943 году ему присваивается звание «группенфюрер». С 1 мая 1938 года — официально член НСДАП.
С началом Второй мировой войны Глайзе-Хорстенау с ноября 1939 года — генерал «для особых работ» при Верховном германском командовании (Oberkommando der Wehrmacht|OKW), занимается подготовкой окопных и земляных работ. С 1940 года — профессор военной и армейской истории Венского университета. С апреля 1941 и по сентябрь 1944 года Глайзе-Хорстенау — представитель германского военного командования и военный атташе в Хорватии, при правительстве усташей Анте Павелича. По возможности пытался в этой должности удерживать германские войска от карательных акций в Югославии, старался предотвратить военные преступления усташей, творимые в концентрационных лагерях Ясеновац. Был отозван обратно в Германию по личному настоянию диктатора Павелича.
Военное поражение Третьего рейха Глайзе-Хорстенау встретил в отставке в 1945 году в Вене. С февраля по апрель 1945 года он пытался договориться со странами-противниками Германии о сепаратном мире отдельно для Австрии, как было в случае с Италией. Участвовал в Нюрнбергском процессе как свидетель. Находясь в лагере для задержанных Лангвассер-Нюрнберг и опасаясь сурового наказания за участие в аншлюсе Австрии, 20 июля 1946 года совершил самоубийство.

## Сочинения (избранное)
Во время своей военной службы в Загребе начал писать автобиографию, продолженную затем незадолго до своей смерти, в 1945—1946 годах. Это сочинение ценно как свидетель событий, настроений общества и жизни элит Австро-Венгрии в последние годы империи, а также Австрии в меж-военное время. В конце ХХ столетия австрийским Государственным архивом собрана, отредактирована и издана (в 1980 и в 1988 годах).
- Последняя война Австро-Венгрии (Österreich-Ungarns letzter Krieg), 7 Bände, 1931-35 (изд.)
- Катастрофа (Die Katastrophe), 1928
- Спутники Франца Иосифа (Franz Josephs Weggefährte), 1930